# Выше осени
«Выше осени» — пятый полноформатный студийный альбом российской рок-группы Tequilajazzz, выпущенный 18 апреля 2002 Фирмой грамзаписи «Фили».
Пластинки Tequilajazzz — «Целлулоид», «150 миллиардов шагов» и «Выше осени» — были, по словам Федорова, трилогией, объединённой идеей саундтрека для вымышленного фильма.
В 2009 году вышло переиздание альбома с ремастером звука, в которое были добавлены три бонус-трека: «Книги», «Маленькая ложь», «Спорим».

## Оценки критиков
Сергей Степанов (звуки.ру): «цельная, цепкая и, чего уж там, снова превосходная работа, вдохновлённая альпинистской экспедицией, едва не стоившей Евгению Фёдорову жизни. Его зрелая лирика добавила музыке „Текилы“ дополнительное измерение — которых к тому моменту и так набралось в достатке».

## Список композиций
Слова — Евгений Фёдоров. Музыка — Евгений Фёдоров, 13 — Александр Воронов.
| №   | Название                   | Длительность |
| --- | -------------------------- | ------------ |
| 1.  | «Пароль»                   | 0:36         |
| 2.  | «В полбутылке октября»     | 4:44         |
| 3.  | «Вертикали боли»           | 6:09         |
| 4.  | «Смыты дождями»            | 3:57         |
| 5.  | «Миллионы медленных лилий» | 4:46         |
| 6.  | «Знать и не ждать»         | 4:50         |
| 7.  | «Чёрная и белая»           | 4:57         |
| 8.  | «Укрощая змей»             | 4:59         |
| 9.  | «Склянка запасного огня»   | 4:40         |
| 10. | «Двойники»                 | 4:44         |
| 11. | «Водка-мандарины (360.6)»  | 4:13         |
| 12. | «Зима»                     | 8:43         |
| 13. | «Кататься»                 | 2:55         |

## Участники записи

### Члены группы
- Евгений Фёдоров — бас, вокалы, гитары, фортепиано, клавишные
- Александр Воронов — барабаны, бэк-вокал
- Константин Фёдоров — гитара, вокалы, клавиши, аккордеон
- Олег Баранов — гитара

### Дополнительные музыканты
- Рикошет — вокалы (8)
- Вадос Главный — гитара (5, 11)
- Сергей Егоров — перкуссия (2, 10), бэк-вокал (10)
- Рамиль Шамсутдинов — тромбон (12)
- Андрей Суротдинов — скрипки
- Олег Эмиров — клавишные, программирование

### Технический персонал
Запись музыки — студия «Добролёт», январь—февраль 2002
- Андрей Алякринский — звукорежиссёр
- Борис Истомин — ассистент
- Юрий Богданов («Magic Mastering Studio») — мастеринг

## Факты
- Композиция «Пароль» — задумана и реализована как продолжение последней песни с предыдущего альбома Tequilajazzz «150 миллиардов шагов», на котором она так и обозначена — «Последняя»[4].
- Группа Tequilajazzz получила премию «ПобоRoll» за альбом «Выше осени». Слово «поборол» Евгений Федоров впервые услышал в одном из анекдотов. Слово настолько понравилось, что им музыкант стал выражать максимальный восторг и восхищение людьми, явлениями, музыкой. В итоге, по согласованию с Tequilajazzz слово использовал Михаил Козырев, который назвал так рок-премию Нашего Радио — «ПобоRoll»[5].
- По словам Евгения Федорова, песня «Склянка запасного огня» в определённом смысле посвящена Константину Кинчеву и написана под впечатлением от творчества «Алисы»[6]